# Flamets-Frétils
Flamets-Frétils ist eine französische Gemeinde mit 160 Einwohnern (Stand: 1. Januar 2022) im Département Seine-Maritime in der Region Normandie. Sie gehört zum Arrondissement Dieppe und zum Kanton Neufchâtel-en-Bray und ist Mitglied des Kommunalverbands Communauté Bray-Eawy. Die Bewohner werden Flamiens und Flamiennes genannt.

## Geographie
Flamets-Frétils ist ein Bauerndorf im Naturraum Pays de Bray. Es liegt östlich des Zentrums des Départements, etwa 47,5 Kilometer nordöstlich von Rouen und 41 Kilometer südöstlich von Dieppe. Die Autoroute A 29 verläuft durch das Gemeindegebiet.

### Nachbargemeinden
Umgeben wird Flamets-Frétils von den acht Nachbargemeinden:
| Auvilliers   | Le Caule-Sainte-Beuve | Illois     |
| Graval       | Kompass               | Ronchois   |
| Nesle-Hodeng | Beaussault            | Conteville |

## Bevölkerungsentwicklung
Die Bevölkerungsanzahl ist durch Volkszählungen seit 1793 bekannt. Die Einwohnerzahlen bis 2005 werden auf der Website der École des Hautes Études en Sciences Sociales veröffentlicht.

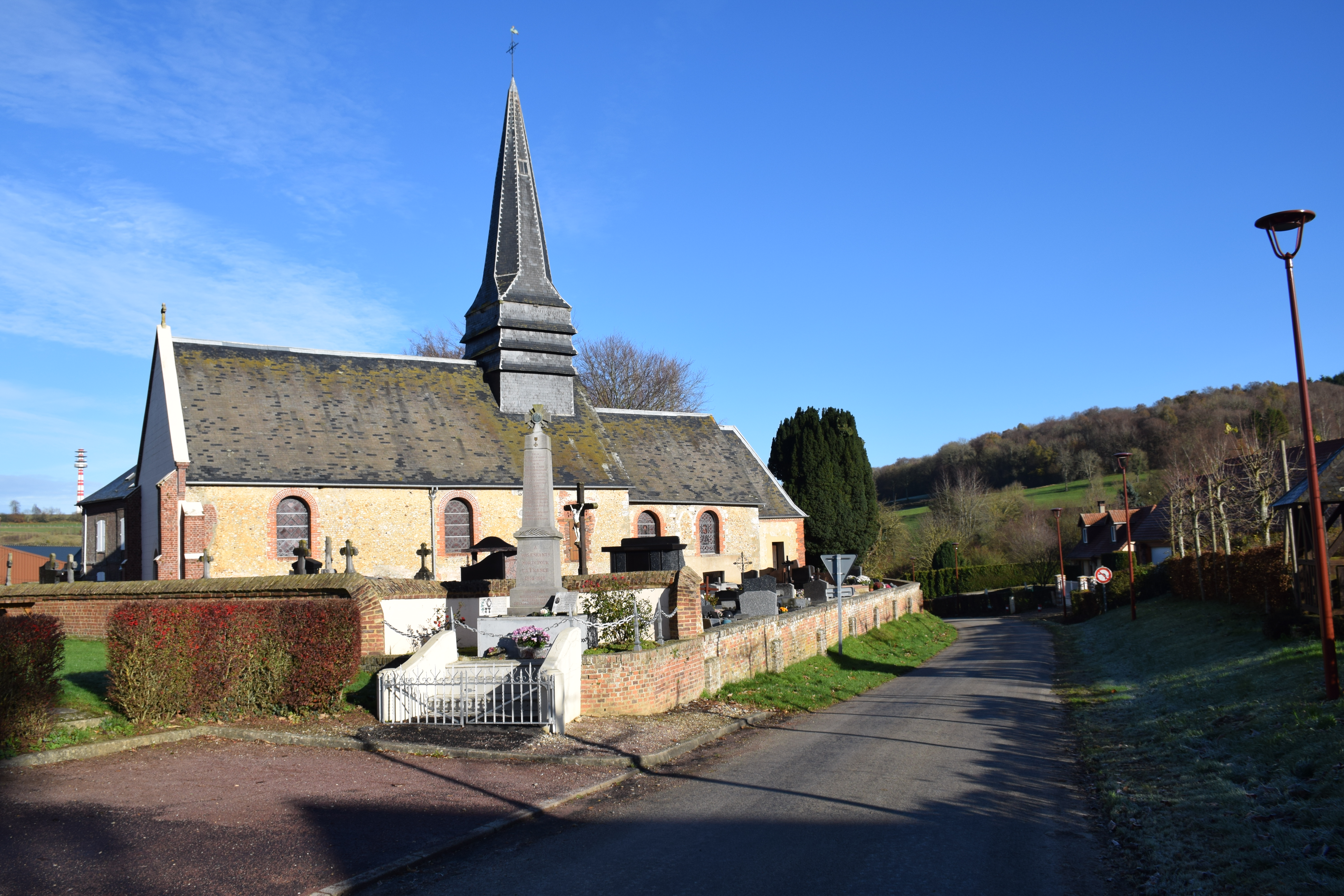
Kirche Saint-Pierre

| Jahr | Bevölkerungsanzahl |
| ---- | ------------------ |
| 1962 | 274                |
| 1968 | 269                |
| 1975 | 238                |
| 1982 | 233                |
| 1990 | 202                |
| 1999 | 154                |
| 2006 | 175                |
| 2015 | 179                |

## Sehenswürdigkeiten
- Kirche Saint-Pierre in Flaments aus dem 12. Jahrhundert
- Kapelle Saint-Laurent (nach Laurentius von Rom benannt) in Frétils aus dem 18. Jahrhundert
- Kirche Saint-Valéry (nach Walaricus benannt) in Sausseuzemare aus dem 18. Jahrhundert
- Kapelle Notre-Dame in Port-Mort aus dem 12. Jahrhundert